# Lý Biện
Nam Đường Liệt Tổ (南唐烈祖) (d. 943), cũng gọi là Nam Đường Tiền Chủ (南唐前主) hay Nam Đường Cao Đế (南唐高帝), húy danh là Lý Biện (李昪), hay Lý Thăng, nguyên danh là Từ Tri Cáo (徐知誥), là người thành lập ra nước Nam Đường, một trong những nước thành công nhất trong Thập quốc của thời Ngũ đại Thập quốc (907-960).

## Vươn lên quyền lực
Lý Biện là con nuôi của Dương Hành Mật, người thành lập nước Ngô, nhưng sau đó ông lại được tướng Từ Ôn nhận làm con nuôi và đổi tên ông thành Từ Tri Cáo.
Nhờ vào thế lực của quyền thần họ Từ trong nước Ngô, thế lực của Từ Tri Cáo cũng phát triển theo đó. Từ Tri Cáo nối Từ Ôn trở thành quyền thần trong triều, lấn át các vua Ngô họ Dương.
Năm 936, nhà Hậu Đường ở trung nguyên bị Thạch Kính Đường mượn quân nhà Liêu vào lật đổ. Với danh nghĩa kế tục nhà Đường, năm 937, Từ Tri Cáo cướp ngôi vua Ngô, đổi sang họ Lý, lấy tên là Lý Biện và lập ra nước Nam Đường.

## Trị vì
Mặc dù có thời gian trị vì không lâu, chỉ có 6 năm nhưng Liệt Tổ Lý Biện đã khá thành công trong việc xây dựng quốc gia Nam Đường hùng mạnh. Tuy không thành công trong việc thống nhất Trung Quốc, Lý Biện đặt cơ sở cho sự mở rộng quốc gia mà sau này con ông là Lý Cảnh kế tục đã mở rộng sang Sở và Mân.
Lý Biện kế tục nước Ngô định đô tại Nam Kinh và đưa nơi đây trở thành một trong 3 trung tâm văn hoá - nghệ thuật chính của miền nam Trung Quốc thời Ngũ Đại Thập Quốc, cùng với Thành Đô của Hậu Thục và Hàng Châu của Ngô Việt.